# Zurenborg

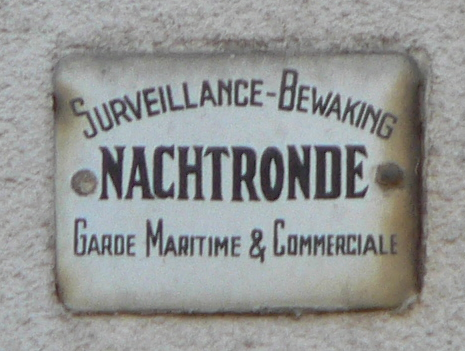
Een bordje uit lang vervlogen tijden

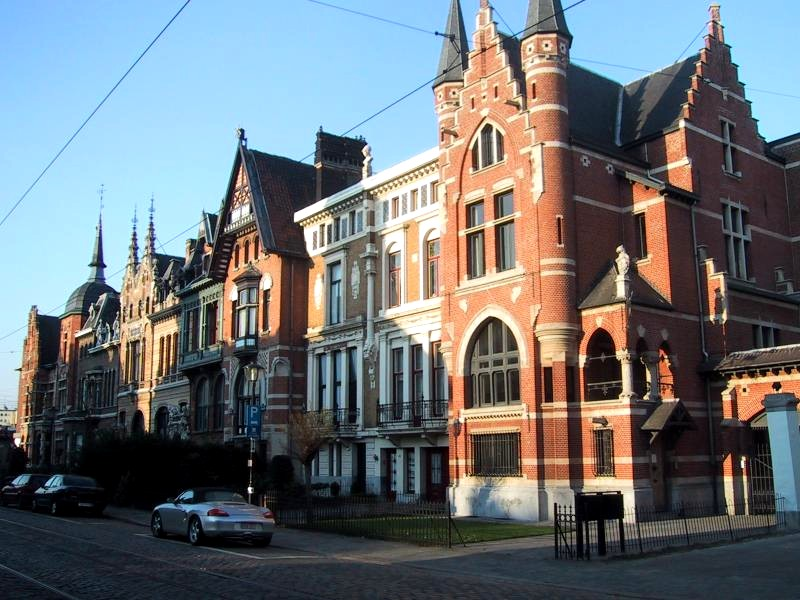
De Cogels-Osylei

Zurenborg is een residentiële wijk in het zuidoosten van de Belgische stad Antwerpen. In twee gesneden door de spoorweg, die net als noordelijker in Borgerhout de oude muren van de vesting Antwerpen volgt, is de wijk opgesplitst tussen de Antwerpse districten Antwerpen en Berchem. De Plantin en Moretuslei vormt de noordgrens van de wijk. Verder vormen de Binnensingel (R10) en de Uitbreidingstraat zowel de oostgrens als de zuidgrens van de wijk en schermt spoorlijn 25 als westgrens Zurenborg van de wijk Haringrode af.

## Karakter
De bekendste straat van de wijk Zurenborg is de Cogels-Osylei, in het Berchemse gedeelte, dat als geheel bekend is voor zijn architectuur. Het belangrijkste plein gelegen in het centrum van de wijk (in het district Antwerpen) is de Dageraadplaats, bijna volledig omzoomd door cafés en restaurants en op zonnige dagen één groot terras aan de Sint-Norbertuskerk. Het plein is in 2005 ingrijpend heringericht en geldt als een succesvol voorbeeld van een op de wijk gerichte ontmoetingsplek.
Een andere ontmoetingsplek met onder meer de bekende cafés De Draak en Wattman is de combinatie Draakplaats-Tramplaats, doorsneden door een 19e-eeuwse in art nouveaustijl opgetrokken spoorbrug van de Antwerpse ringspoorlijn die naast de eroev ook de grens tussen de districten Antwerpen en Berchem vormt. In 2015 werd een lichtkunstwerk onthuld waarbij de drie middelste bogen van de spoorbrug op de Draakplaats elke avond in regenboogkleuren verlicht worden, als teken van diversiteit en monument voor holebi's en transgenders. In de nabijheid van de brug bevindt zich op de Draakplaats Het Roze Huis. De spoorbrug werd in de periode 2019 tot juli 2021 volledig gerenoveerd waarbij de betonnen façade aan de Berchemse kant die niet origineel was, werd herbouwd in dezelfde stijl als de Antwerpse zijde. De booggewelven kregen opnieuw hun authentieke uitzicht.

## Geschiedenis
De wijk Zurenborg ontstond aan het einde van de negentiende eeuw, op de gronden van het echtpaar John Cogels (1814-1885) en barones Josephina Osy de Wichem (1821-1882), dochter van baron Joannes Josephus Osy de Wichem (1792-1866) waarvan ze verschillende gronden erfde die genoemd werden naar de hoeve Zurenborg die op de grens lag tussen Berchem en de Antwerpse buurtschap Haringrode. De hoeve werd op haar beurt genoemd naar de omliggende destijds waterzieke verzuurde bodem waar ze als borg op stond. In de Slag bij Berchem raakte de adellijke avonturier Frédéric de Merode aan de Leemstraat halverwege de Zurenborghoeve en het Posthof gewond aan zijn been, waaraan hij stierf. Het ontstaan van de wijk werd gestimuleerd door de bouw van het station Borgerhout (huidige station Antwerpen-Oost) in 1873.
Oorspronkelijk was het de bedoeling om vooral magazijnen, handel en horeca in de buurt van het station in te richten, maar bij gebrek aan belangstelling van handel werd de wijk voornamelijk als residentiële woonwijk ontwikkeld. De wijkontwikkeling werd uitgevoerd door de Société Anonyme pour la Construction de Maisons Bourgeoises.
Zoals de naam van de ontwikkelingsmaatschappij het zelf zegt, was de wijk vooral bedoeld voor de (gegoede) burgerij. Daardoor was er veel aandacht voor verkavelingswijze, schoonheid van gebouwen, bestrating en wijkverfraaiing in het algemeen. Voor Antwerpen is de wijk uniek daar het een van de weinige wijken in deze ontwikkelingsperiode was, die met een coherent stedenbouwkundig plan met een consistent stelsel van straten en pleinen tot stand is gekomen.
Zurenborg kende in de eerste jaren na de Tweede Wereldoorlog door de massale stadsvlucht, een periode van verval. Daarin kwam vanaf de jaren zestig en vooral zeventig een kentering toen de wijk kunstenaars, intellectuelen, politieke hemelbestormers en andere "alternatievelingen" begon aan te trekken. Inmiddels geldt de wijk Zurenborg als een goed voorbeeld in Antwerpen waar mensen van verschillende achtergrond goed met elkaar samenleven.

## Cogels-Osylei
De ontwikkeling van de Cogels-Osylei (1881–1914) liep parallel met de hoogdagen van bouwstijlen als jugendstil, art nouveau, eclectische stijl en neoclassicisme. Naar deze periode wordt nostalgisch verwezen met de Franse term belle époque (het mooie tijdperk). Architecten als Jacques de Weert, Jules Hofman, Frans Van Dijk en Joseph Bascourt hebben hier fraaie woningen ontworpen voor de gegoede burgerij. Met name bij huizen als 'De Roos' (nr 46) en 'De Zonnebloem' (nr 50), ontworpen door architect Jules Hofman, en 'De Iris' (nr 44) door architect Van Den Bossche en 'Quinten Matsijs' (nr 80) door architect Jacques De Weerdt zijn fraaie art nouveau-elementen verwerkt in de façades. Alle huizen hebben een voortuintje en een wandeling door deze straat is een architecturale belevenis. Ook in de nabijgelegen straten als Transvaalstraat en de Waterloostraat zijn veel fraaie huizen te bewonderen. Met name het ensemble huizen 'De vier Jaargetijden' ontworpen door architect Joseph Bascourt is bijzonder. Ook de façades van onder meer 'Les Mouettes', 'Napoleon', en 'Waterloo' in de Waterloostraat hebben veel fraaie details in de façades. Onder de spoorwegbrug bevindt zich een gedenkplaat met daarop het gedicht ‘Thuis’ van Herman De Coninck, de bekende schrijver/dichter die in deze straat woonde, en die de wijk ook woordspelerig 'Burenzorg' noemde.
In de jaren zestig stonden de Cogels-Osylei en de naburige straten op de nominatie om te worden gesloopt en plaats te maken voor een groot kantoren- en appartementencomplex. Deze plannen zijn uiteindelijk niet doorgegaan en de wijk is sedert 1984 beschermd als stadsgezicht en de meeste huizen zijn geklasseerd als monument. Met steun van subsidies hebben veel eigenaren hun huizen in de loop van de tijd kunnen renoveren.
De Cogels-Osylei en ook enkele straten in het noordelijk deel van Zurenborg ondervinden ondanks protest in de wijk overlast van het intensieve zware busverkeer. De vele bussen maken de verkeerssituatie voor met name fietsers en voetgangers onveilig met ongelukken tot gevolg. De vele trillingen veroorzaakt door het zware busverkeer over het losgereden kasseiendek in combinatie met de diesel- en fijnstofvervuiling worden veel architectonische details aangetast .
In oktober 2019 werd de honderdste sterfdag van architect Jules Hofman herdacht met onder meer de uitgave van het boek Jules Hofman geschreven door Alex Elaut. Deze Nederlands-Belgische architect is een van de belangrijkste vertegenwoordigers van de Antwerpse art nouveau. Voor zijn realisaties in de wijk Zurenborg waaronder De Zonnebloem, De Roos, en De Tulp aan de Cogels-Osylei, kreeg hij de bijnaam van Antwerpse Victor Horta.
Reeds vele jaren wordt er nagedacht hoe de wijk, en met name de Cogels-Osylei beter te beschermen. Dit heeft onder meer geleid tot het door de Stad Antwerpen opgestelde Herwaarderingsplan Zurenborg . Dit plan, gepresenteerd in 2012 en goedgekeurd door de Vlaamse regering in 2013, richt zich op het in originele staat herstellen van façades, het terugbrengen van voortuinen met het kenmerkende oorspronkelijke smeedijzeren hekwerk, en het herinrichten van de straten. Het zou met name het openbaar gebied in de wijk opwaarderen, en de uitstraling van de architectuur in de wijk doen versterken. Echter, weinig vooruitgang is tot dusverre geboekt. De verantwoordelijkheid over de Cogels-Osylei als straat is verdeeld onder de openbaar vervoersmaatschappij De Lijn die de stroken met de tramrails in eigendom heeft, de Stad Antwerpen en het District Berchem, ieder met sterk verschillende belangen. Bovendien heeft de Vlaamse Dienst Erfgoed veel invloed omdat de gehele straat beschermd stadsgezicht is. Hierdoor is het nemen van kordate beslissingen nagenoeg onmogelijk. En het herstellen van de voortuinen als onderdeel van het historisch stadsgezicht roept verzet op bij een aantal huiseigenaren die hun wagens niet langer in hun voortuin kunnen parkeren.
Aan het Burgemeester Edgard Ryckaertsplein waar de Cogels-Osylei op uitkomt en waaraan zich ook het station Antwerpen-Berchem bevindt en daarom ook bekend is als het Berchemse stationsplein stonden vroeger twee poorten de Borsbeeksepoort waar nu het kruispunt is van de Borsbeekbrug met de Binnensingel en de Spoorbaanpoort tegen de spoorweg aan.

## Van buurtspoorwegen tot busstelplaats
In 1885 vertrokken vanaf de remise "Zurenborg" (station en eindpunt van de Antwerpse buurtspoorweg) de eerste buurtspoorwegtreinen. Deze stelplaats lag naast het Antwerpse Ringspoor van de "Belgische Spoorwegen" en had er een aansluiting mee. Nadat het eindpunt van de reizigerstrams verlegd werd naar de Rooseveltplaats, bleef het buurtspoorwegstation "Zurenborg" toch nog belangrijk voor het goederenvervoer per tram. Na de sluiting in 1960 voor het goederentramverkeer werd het emplacement omgebouwd tot stelplaats voor autobussen. Deze is sinds september 2024 niet meer in dienst. In oktober 2018 is na vele jaren van klachten vanuit de wijk over het zware busverkeer en de wens voor meer groen in de wijk aangekondigd dat de stelplaats uiterlijk in 2021 zou worden verplaatst naar een bedrijventerrein nabij Luchthaven Deurne onder meer omdat een verdere verlenging van de milieuvergunning voor de stelplaats uitgesloten lijkt. De site van de stelplaats is tezamen met onder meer de terreinen van de oude gasfabriek opgenomen in het ontwikkelingsplan Nieuw Zurenborg dat moet leiden tot een nieuw woongebied en een stadspark. In maart 2022 kreeg De Lijn een vergunning voor de bouw van de nieuwe stelplaats en werd aangekondigd dat de aanbestedingsprocedures zouden volgen. In september 2024 sloot de stelplaats uiteindelijk toch. 

## Bereikbaarheid
- vanaf station Antwerpen-Berchem: te voet, langs stationsplein (Burgemeester Edgard Ryckaertsplein)
- vanaf station Antwerpen-Centraal: tram 11 richting Berchem Station, of te voet via spoorwegberm en Grote Hondstraat.
- vanaf station Antwerpen-Oost: te voet, langs Plantin en Moretuslei, Dolfijnstraat en Lange Altaarstraat
- vanaf de Groenplaats: zowel tram 4 richting Silsburg als tram 9 richting Eksterlaar